# 彭百鍊
彭百鍊，字若金，江西泰和縣人，明朝政治人物、進士出身。

## 生平
永乐十三年（1415年）乙未科进士，官至广西道监察御史。著有《若金集》。